# Araneus enucleatus
Araneus enucleatus là một loài nhện trong họ Araneidae.
Loài này thuộc chi Araneus. Araneus enucleatus được Ferdinand Karsch miêu tả năm 1879.